# Onigocia lacrimalis
Onigocia lacrimalis är en fiskart som beskrevs av Imamura och Knapp 2009. Onigocia lacrimalis ingår i släktet Onigocia och familjen Platycephalidae. Inga underarter finns listade i Catalogue of Life.